# Историјски споменици Новгорода и околине
Историјски споменици Новгорода и околине (рус. Исторические памятники Новгорода и окрестностей; енгл. Historic Monuments of Novgorod and Surroundings) заједнички је назив за велики број културно-историјских споменика насталих током средњег века на подручју града Великог Новгорода и његове шире околине, у Новгородској области, на северозападу европског дела Руске Федерације. Сви споменици се од 16. сесије Унеска одржане 1992. године налазе на јединственој листи Унескове светске баштине. Комплекс обухвата укупно 11 локалитета у самом граду и ближој околини.
Централна банка Русије је 1. априла 2009. издала колекцију кованих монета од племенитих метала са угравираним силуетама историјских споменика Новгорода и околине. Кованице издане у знак обележавања 1150-е годишњице од оснивања Великог Новгорода део су јединствене серије „Русија у светској културној баштини Унеска“.

## Историјска позадина
Подручје око града Новгорода се сматра једним од језгара првобитне руске државе, а оснивачем града сматра се варјашки војсковођа Рјурик, зачетник династије Рјуриковича (још 862. године).
Велики Новгород се сматра једним од најстаријих градова на подручју данашње Русије, а први пут се помиње 859. године као утврђење којим је владао варјашки књаз Рјурик, оснивач прве источнословенске државе Новгородске Русије. Рјурик је градом владао од 862. до 879. године. У оквирима Кијевске Русије Новгород је по значају био одмах после Кијева, и претпоставља се да је у граду у то време живело више од 10 хиљада људи.
Велики кијевски књаз Свјатослав I је као владара Новгорода именовао свог старијег сина Владимира I, док је на место владара Кијева постављен Јарополк I Кијевски. Четири године након Свјатославове смрти 972. године долази до сукоба међу браћом за превласт, а као резултат тог сукоба Владимир губи власт над Новгородом и бежи у Скандинавију. Године 980. Владимир је успешно преузео кијевски трон, а неколико година касније увео је православно хришћанство као званичну религију. Његов син Јарослав Мудри (владао 1016—1054) који је био познат као велики покровитељ науке и уметности саградио је прве цркве на тлу Новгорода. Биле су то дрвена црква посвећена Светој Софији (данас Софијски сабор) и храм посвећен светима Јоакиму и Ани. Како су током борби за кијевски престо након смрти Владимира Великог новгородски књазови отворено подржавали Јарослава Мудрог, његовим доласком на власт сам град и градска елита су умногоме профитирали, а захваљујући јаким трговачким везама створена је племићка основа из које ће настати бољарска класа.
Књаз Јарослав је током посете граду 1030. године наредио да се 300 деце, старијих особа и свештеника специјално обучи за даље ширење писмености међу обичним становништвом. Новгород је тако уз Константинопољ постао једини град у средњовековној Европи у којем писмени људи нису потицали само из слоја племства и свештенства, већ је и обичан народ умео да пише и чита.
Друштвена структура средњовековног Новгорода се састојала од три слоја: богати трговци, банкари и земљопоседници били су на челу града, обични трговци су били представници средњег слоја док су занатлије и радници припадали нижим класама.
Развојем писмености долази и до великог замаха у развоју културе. У граду су живели и деловали неки од најпознатијих иконописаца тог времена попут Теофана Грка и Андреја Рубљова. Године 1056. по поруџби тадашњег новгородског књаза монах Григорије је написао Остромирово јеванђеље, један од најстаријих и најбоље очуваних рукописа старословенске, односно староруске књижевности из средине XI века. Рукопис је био украшен корицама с драгим камењем, а од 1806. се чува у Руској националној библиотеци. Археолошким истраживањима откривено је преко хиљаду старих списа писаних на брезовој кори на којима се налазе прецизни описи уобичајеног живота средњовековног Новгорода (већина списа је откривена током археолошких ископавања 1951. године).
Средњовековна Новгородска република која је на врхунцу своје моћи обухватала готово целокупно подручје данашње северозападне Русије сматра се првом демократском словенском земљом којом је управљало изабрано веће. Једина је то средњовековна руска земља која никада није била окупирана од стране монголско-татарских хорди. Током целог средњег века град Новгород је био један од најважнијих културних и политичких центара руских земаља. Све до 1478. био је познат под именом Господин Велики Новгород. Од 1944. и оснивања Новгородске области, град Новгород је уједно и њен административни центар. Године 2009. градске власти су службено обележиле 1150. годишњицу од оснивања града.
- Кратир из 11. века
- Сабор Новгородских светитеља и Софијском сабору
- Дрвени крст украшен златом, сребром и дијамантима из 11. века.
- Фреска у Антонијевом манастиру из 1125. године

## Листа објеката светске баштине
| №       | Слика | Назив архитектонског споменика                                       | Координате |
| ------- | ----- | -------------------------------------------------------------------- | --- |
| 604-001 |       | Новгородски кремљ са припадајућим грађевинама                        | 58° 31′ 18″ N 31° 16′ 34″ E / 58.52167° С; 31.27611° И                                                        |
| 604-002 |       | Јарослављево дворишче и Знамењски сабор                              | 58° 31′ 08″ N 31° 17′ 00″ E / 58.51889° С; 31.28333° И                                                        |
| 604-003 |       | Зверински манастир са околином                                       | 58° 32′ 10″ N 31° 16′ 34″ E / 58.53611° С; 31.27611° И                                                        |
| 604-004 |       | Антонијев манастир                                                   | 58° 32′ 24″ N 31° 17′ 18″ E / 58.54000° С; 31.28833° И                                                        |
| 604-005 |       | Краснопољска црква Рођења Христовог                                  | 58° 31′ 25″ N 31° 18′ 37″ E / 58.52361° С; 31.31028° И                                                        |
| 604-006 |       | Црква светог Спаса на Нередици                                       | 58° 29′ 50″ N 31° 18′ 42″ E / 58.49722° С; 31.31167° И                                                        |
| 604-007 |       | Рушевине Благовештењске цркве у Городишчу                            | 58° 29′ 39″ N 31° 17′ 53″ E / 58.49417° С; 31.29806° И                                                        |
| 604-008 |       | Перински скит                                                        | 58° 28′ 22″ N 31° 16′ 25″ E / 58.47278° С; 31.27361° И                                                        |
| 604-009 |       | Јурјев манастир                                                      | 58° 29′ 13″ N 31° 17′ 04″ E / 58.48694° С; 31.28444° И                                                        |
| 604-010 |       | Црква Јована Милостивог на Мјачини и Благовештењска црква у Аркажаху | 58° 30′ 28″ N 31° 16′ 32″ E / 58.50778° С; 31.27556° И 58° 29′ 35″ N 31° 15′ 01″ E / 58.49306° С; 31.25028° И |
| 604-011 |       | Петропавловска црква на Синичкој гори                                | 58° 30′ 34″ N 31° 15′ 32″ E / 58.50944° С; 31.25889° И                                                        |